# Allegretto (ou Prélude) en mi bémol majeur
L'Allegretto (ou Prélude) en mi bémol majeur, op. 154, est une œuvre pour orgue de Mel Bonis composée en 1935.

## Composition
Mel Bonis compose son Allegretto (ou Prélude) en mi bémol majeur avant 1935. Il existe trois manuscrits intitulés successivement « Allegretto » puis « Prélude en mi bémol ». L'œuvre a été publiée en 1935 par les éditions de la Schola cantorum sous le titre de Prélude en mi bémol, puis rééditée en 1971 par Carrara et en 2011 par Armiane.

## Analyse
L'Allegretto fait partie des six pièces dont l'indication de tempo général sert de titre, avec l’Adagio (op. 65), l'Andante religioso (op. 173), les deux Moderato (op. 95 et op. 162) et le Quasi Andante (op. 152). Dans cette œuvre, on trouve des sections plus courtes ou plus longue que la carrure standard, avec parfois des carrures impaires. On trouve notamment une certaine parenté entre l'Allegretto et l'œuvre de César Franck.

## Discographie sélective
- L'œuvre pour orgue, Mel Bonis, Georges Lartigau (orgue), Ligia.

## Sources
- Étienne Jardin, Mel Bonis (1858-1937) : parcours d'une compositrice de la Belle Époque, 2020 (ISBN 978-2-330-13313-9 et 2-330-13313-8, OCLC 1153996478, lire en ligne)